# Sam-Ang Sam
Sam-Ang Sam (tiếng Khmer: សំ សំអាង, Sâm Sâm’ang) là nhà nghiên cứu âm nhạc dân tộc học người Mỹ gốc Campuchia và nhận được Học bổng MacArthur năm 1994 và Quỹ Tài trợ Nghệ thuật Quốc gia (là một phần của Đoàn Ca múa Apsara) vào năm 1998.
Sam-Ang Sam và vợ là Chan Moly Sam đã dành "hơn hai thập kỷ" (tính đến năm 1993) để "biểu diễn, giảng dạy, nghiên cứu và ghi lại" âm nhạc và các điệu múa của quê hương họ. Từng học ở Campuchia rồi sang sinh sống tại Philippines khi Khmer Đỏ lên nắm quyền vào năm 1975 và do vậy họ may mắn thoát khỏi nạn diệt chủng đã giết chết khoảng 90% nhạc sĩ của đất nước này. Ông và vợ chuyển đến Mỹ và Sam-Ang lấy bằng tiến sĩ về âm nhạc dân tộc học năm 1998 tại Đại học Wesleyan. Ông và vợ đã biểu diễn ở nhiều địa điểm khác nhau ở Mỹ từ năm 1979 đến năm 2005 với một đoàn múa gồm các vũ công Campuchia. Đoàn biểu diễn của riêng họ được gọi là Đoàn Ca múa Apsara.
Với tư cách là người sáng lập ra Đoàn Ca múa Sam-Ang Sam, ông đã phát hành một số album để đem bán tại các thị trường chính thống của Mỹ nhằm nỗ lực khôi phục âm nhạc Khmer cổ điển và kích thích sự quan tâm đến các loại hình nghệ thuật biểu diễn khác nhau của Campuchia.

## Ghi âm và video
- Sam, Sam-Ang (1987). Traditional music of Cambodia. Conservatoire National des Spectacles. Wedding Ensemble. Middletown, CT: Center for the Study of Khmer Culture. OCLC 18887768.
- Sam-Ang Sam Ensemble (1996). Echoes from the palace. Chapel Hill, N.C.: Music of the World. OCLC 35685707.[9]
- Sam-Ang Sam Ensemble (1999). Mohori: Khmer Music from Cambodia. Chapel HIll, N.C.: Music of the World. OCLC 896688142.[10]
- Sam, Sam-Ang; Bishop, John Melville (2001). Cambodian court dances : the next generation. Cambodian Network Council; Media Generation. West Hills, CA: Media Generation. OCLC 54075479.

## Ấn phẩm in
- Sam, Sam-Ang (1988). The pin peat ensemble : its history, music and context. Ann Arbor, Michigan: UMI. OCLC 422852505. Dissertation: Ph.D., Wesleyan University, Conn. 1988
- Sam, Sam-Ang; Campbell, Patricia Shehan (1991). Silent temples, songful hearts : traditional music of Cambodia. Yang Sam and Tho "Tony" Sangphet (illustraters); Bonnie Periale (photographer) et al. Danbury, CT: World Music Press, cop. OCLC 924801597.
- Catlin, Amy (1992). Khmer classical dance songbook. Ghan Moly Sam (Khmer orthography handwriting); Sam-Ang Sam, Chan Moly Sam, and Amy Catlin (translators); Amy Catlin (musical transcriptions and glossary); Sophiline Cheam Shapiro (foreword). Van Nuys: Apsara media for intercultural education. OCLC 963260981. Musical score (Khmer)
- Sam, Sam-Ang (2002). "Musical instruments of Cambodia". Senri Ethnological Reports (29). Osaka: National Museum of Ethnology.
- Sam-Ang Sam; Ṅuan Saṃqāt; Ath Nguon Sam (k. 2002). ការបង្ហាញពីរបៀបសំពះខ្មែរ [Khmer salutation]. សមាគមវប្បខមែរ. title transcription as Kār paṅhāñ bī rapiap saṃbaḥ khmaer.
- Sam-Ang Sam; Yun Khean; Chhim Naline (2010). Paññāsāstra University of Cambodia (biên tập). "Music in the lives of the indigenous ethnic groups in northeast Cambodia". University Press. {{Chú thích tập san học thuật}}: Chú thích journal cần |journal= (trợ giúp)